# Kanton Saint-Laurent-de-la-Salanque
Der Kanton Saint-Laurent-de-la-Salanque war von 1790 bis 2015 ein französischer Wahlkreis im Arrondissement Perpignan, im Département Pyrénées-Orientales und in der Region Languedoc-Roussillon. Sein Hauptort war Saint-Laurent-de-la-Salanque.
Der Kanton war 75,17 km² groß und hatte 23.314 Einwohner (Stand 1. Januar 2012).

## Gemeinden
Der Kanton bestand aus fünf Gemeinden:
| Gemeinde                     | Einwohner Jahr | Fläche km² | Bevölkerungsdichte | Code INSEE | Postleitzahl |
| ---------------------------- | -------------- | ---------- | ------------------ | ---------- | ------------ |
| Le Barcarès                  | 4.037 (2013)   | 11,65      | 347 Einw./km²      | 66017      | 66420        |
| Claira                       | 3.901 (2013)   | 19,34      | 202 Einw./km²      | 66050      | 66530        |
| Saint-Hippolyte              | 2.836 (2013)   | 14,65      | 194 Einw./km²      | 66176      | 66510        |
| Saint-Laurent-de-la-Salanque | 9.851 (2013)   | 12,39      | 795 Einw./km²      | 66180      | 66250        |
| Torreilles                   | 3.487 (2013)   | 17,14      | 203 Einw./km²      | 66212      | 66440        |

## Bevölkerungsentwicklung
| 1962  | 1968  | 1975  | 1982   | 1990   | 1999   | 2006   | 2011   |
| ----- | ----- | ----- | ------ | ------ | ------ | ------ | ------ |
| 8.166 | 8.916 | 8.826 | 10.676 | 15.116 | 17.992 | 21.132 | 22.654 |